# Tercera Federación - Grupo V 2024-25
La temporada 2024-25 del Grupo V de la Tercera Federación de fútbol comenzó el 8 de septiembre de 2024 y finalizó el 11 de mayo de 2025. Posteriormente se disputó la promoción de ascenso entre el 18 de mayo y el 8 de junio en su fase territorial, y para finalizar en su fase nacional entre el 15 y 22 de junio. Se trata de la cuarta edición tras la restructuración de las categorías no profesionales por parte de la RFEF a causa de la pandemia global causada por el Coronavirus; y es la quinta categoría a nivel nacional.
En esta edición, el estadio del Congost vuelve a albergar partidos de Tercera Federación después de que el Manresa lleve dos años en Segunda Federación

## Sistema de competición
Participan dieciocho clubes encuadrados en un único grupo. Se enfrentan todos contra todos en dos ocasiones -una en campo propio y otra en campo contrario- durante un total de 34 jornadas. El orden de los encuentros se decide por sorteo antes de empezar la competición. La Federación de Fútbol de Cataluña es la responsable de designar las fechas de los partidos y los árbitros de cada encuentro, reservando al equipo local la potestad de fijar el horario exacto de cada encuentro.
Una vez finalizada la competición, el primer clasificado asciende directamente a Segunda Federación y se proclama campeón de Tercera Federación.
Los clasificados entre el segundo y el quinto lugar disputan un Play Off territorial en formato de eliminatorias a doble partido ida y vuelta. En caso de empate el vencedor de la eliminatoria es el equipo mejor clasificado. El equipo vencedor de este Play Off se clasifica a la Promoción de ascenso a Segunda Federación que tiene carácter de final interterritorial.
Los tres últimos clasificados descienden directamente a Liga Elite. Puede haber más descensos por arrastre provocados por descensos de superior categoría.

## Ascensos y descensos
| Pos. | Ascendidos a 2.ª Federación |
| ---- | --------------------------- |
| 1º   | U. E. Olot                  |

| Pos. | Descendidos de 2.ª División RFEF |
| ---- | -------------------------------- |
| 15.º | Cerdanyola del Vallès F. C.      |
| 17.º | C. E. Manresa                    |

| Pos. | Ascendidos de Lliga Elit |
| ---- | ------------------------ |
| 1º   | C. E. Europa "B"         |
| 2º   | C. E. Sabadell F. C. "B" |
| 5º   | C. E. Atlètic Lleida     |

| Pos. | Descendidos a Lliga Elit |
| ---- | ------------------------ |
| 15.º | C. F. Pobla de Mafumet   |
| 16.º | F. C. Vilafranca         |
| 17.º | U. E. Castelldefels      |
| 18.º | U. E. Rapitenca          |

## Equipos

### Listado de equipos
| Equipo                      | Localidad                | Estadio                         | Capacidad |
| --------------------------- | ------------------------ | ------------------------------- | --------- |
| C. E. Atlètic Lleida        | Lérida                   | Ramón Farrús                    | 1.200     |
| C. F. Badalona              | Badalona                 | Estadi Municipal de Badalona    | 4.100     |
| Cerdanyola del Vallès F. C. | Sardañola del Vallés     | Les Fontetes                    | 1.000     |
| C. E. Europa "B"            | Barcelona                | Nou Sardenya                    | 4.000     |
| Girona F. C. "B"            | Gerona                   | Municipal Torres de Palau       | 1.000     |
| F. E. Grama                 | Santa Coloma de Gramanet | Nou Municipal                   | 5.000     |
| F. C. L'Escala              | La Escala                | Nou Camp                        | 2.000     |
| C. E. L'Hospitalet          | Hospitalet de Llobregat  | Municipal de L'Hospitalet       | 6.740     |
| C. E. Manresa               | Manresa                  | El Congost                      | 5.000     |
| C. F. J. Mollerussa         | Mollerussa               | Municipal de Mollerussa         | 4.000     |
| C. F. Montañesa             | Barcelona                | Municipal de Nou Barris         | 2.500     |
| C. F. Peralada              | Peralada                 | Municipal de Peralada           | 1.600     |
| A. E. Prat                  | El Prat de Llobregat     | Polideportivo Municipal Sagnier | 1.200     |
| Reus F. C. Reddis           | Reus                     | Camp Nou                        | 4.300     |
| C. E. Sabadell F. C. "B"    | Sabadell                 | Olimpia                         | ?.???     |
| C. P. San Cristóbal         | Tarrasa                  | Municipal de Ca N'Anglada       | 1.800     |
| U. E. Tona                  | Tona                     | Municipal de Tona               | 2.000     |
| U. E. Vilassar de Mar       | Vilasar de Mar           | Municipal Xevi Ramón            | 4.000     |

| Atlètic Lleida Badalona Cerdanyola Europa B Girona B Grama L'Escala L'Hospitalet Manresa Mollerussa Montañesa Peralada Prat Reus FCR Sabadell B S. Cristóbal Tona Vilassar de Mar |

### Equipos por provincia
| N.º | Provincia | Equipos |
| --- | --------- | --- |
| 12  | Barcelona | C. F. Badalona, Cerdanyola del Vallès F. C., C. E. Europa "B", F. E. Grama, C. E. L'Hospitalet, C. E. Manresa, C. F. Montañesa, A. E. Prat, C. E. Sabadell F. C. "B", C. P. San Cristóbal, U. E. Tona y U. E. Vilassar de Mar |
| 3   | Gerona    | Girona F. C. "B", F. C. L'Escala y C. F. Peralada |
| 2   | Lérida    | C. E. Atlètic Lleida y C. F. J. Mollerussa |
| 1   | Tarragona | Reus F. C. Reddis |

## Clasificación
| Pos. | Equipo                       | Pts. | PJ | G  | E  | P  | GF | GC | Dif. | Ascenso o descenso                                                       |
| ---- | ---------------------------- | ---- | -- | -- | -- | -- | -- | -- | ---- | ------------------------------------------------------------------------ |
| 1    | Reus F. C. Reddis (A, C)     | 71   | 34 | 22 | 5  | 7  | 58 | 28 | +30  | Ascenso a Segunda Federación y Copa del Rey                              |
| 2    | C. E. Atlètic Lleida (A)     | 61   | 34 | 17 | 10 | 7  | 58 | 30 | +28  | Ascenso administrativo a Segunda Federación                              |
| 3    | Girona F. C. "B" (A)         | 57   | 34 | 15 | 12 | 7  | 60 | 42 | +18  | Acceso a Promoción a Segunda Federación con Ascenso a Segunda Federación |
| 4    | C. F. Peralada               | 56   | 34 | 14 | 14 | 6  | 43 | 32 | +11  | Acceso a Promoción de Ascenso a Segunda Federación                       |
| 5    | C. F. Badalona               | 55   | 34 | 16 | 7  | 11 | 52 | 40 | +12  | Acceso a Promoción de Ascenso a Segunda Federación                       |
| 6    | U. E. Tona                   | 53   | 34 | 15 | 8  | 11 | 49 | 44 | +5   |                                                                          |
| 7    | C. E. L'Hospitalet           | 52   | 34 | 13 | 13 | 8  | 43 | 32 | +11  |                                                                          |
| 8    | F. E. Grama                  | 47   | 34 | 12 | 11 | 11 | 52 | 47 | +5   |                                                                          |
| 9    | C. E. Manresa                | 46   | 34 | 12 | 10 | 12 | 33 | 42 | −9   |                                                                          |
| 10   | C. E. Europa "B"             | 43   | 34 | 12 | 7  | 15 | 45 | 53 | −8   |                                                                          |
| 11   | F. C. L'Escala               | 42   | 34 | 11 | 9  | 14 | 33 | 41 | −8   |                                                                          |
| 12   | Cerdanyola del Vallès F. C.  | 42   | 34 | 11 | 9  | 14 | 35 | 44 | −9   |                                                                          |
| 13   | C. F. J. Mollerussa          | 41   | 34 | 11 | 8  | 15 | 53 | 56 | −3   |                                                                          |
| 14   | C. F. Montañesa              | 40   | 34 | 9  | 13 | 12 | 37 | 39 | −2   |                                                                          |
| 15   | C. P. San Cristóbal          | 38   | 34 | 10 | 8  | 16 | 26 | 40 | −14  |                                                                          |
| 16   | U. E. Vilassar de Mar (D)    | 33   | 34 | 8  | 9  | 17 | 27 | 51 | −24  | Descenso a Lliga Elit                                                    |
| 17   | C. E. Sabadell F. C. "B" (D) | 30   | 34 | 7  | 9  | 18 | 39 | 55 | −16  | Descenso a Lliga Elit                                                    |
| 18   | A. E. Prat (D)               | 25   | 34 | 5  | 10 | 19 | 28 | 55 | −27  | Descenso a Lliga Elit                                                    |

Actualizado a los partidos jugados el 11 de mayo de 2025.
 Fuente: BeSoccer
Notas:
1. ↑  El 9 de julio de 2025 el C. E. Atlètic Lleida fue promovido a Segunda Federación tras comprar la plaza vacante dejada por el Lleida Club de Futbol.[4]

### Posiciones por jornada
| Jornada               | 01 | 02 | 03 | 04 | 05 | 06 | 07 | 08 | 09 | 10 | 11  | 12  | 13  | 14  | 15 | 16 | 17  | 18  | 19  | 20 | 21 | 22 | 23 | 24 | 25 | 26 | 27 | 28 | 29 | 30 | 31 | 32 | 33 | 34 |
| Equipo                |    |    |    |    |    |    |    |    |    |    |     |     |     |     |    |    |     |     |     |    |    |    |    |    |    |    |    |    |    |    |    |    |    |    |
| --------------------- | -- | -- | -- | -- | -- | -- | -- | -- | -- | -- | --- | --- | --- | --- | -- | -- | --- | --- | --- | -- | -- | -- | -- | -- | -- | -- | -- | -- | -- | -- | -- | -- | -- | -- |
| Reus                  | 9  | 6  | 2  | 6  | 2  | 2  | 2  | 1  | 2* | 1* | 3*  | 2*  | 2*  | 1*  | 1  | 1  | 1   | 1   | 1   | 1  | 1  | 1  | 1  | 1  | 1  | 1  | 1  | 1  | 1  | 1  | 1  | 1  | 1  | 1  |
| Atlètic Lleida        | 4  | 3  | 4  | 7  | 9  | 14 | 15 | 16 | 12 | 13 | 14  | 8   | 10  | 8   | 8  | 5  | 5   | 5   | 6   | 5  | 5  | 5  | 3  | 3  | 3  | 3  | 3  | 3  | 3  | 3  | 3  | 2  | 2  | 2  |
| Girona B              | 11 | 14 | 8  | 4  | 4  | 4  | 3  | 3  | 4  | 4  | 4   | 3   | 3   | 3   | 3  | 2  | 2   | 2   | 2   | 2  | 2  | 2  | 2  | 2  | 2  | 2  | 2  | 2  | 2  | 2  | 2  | 3  | 3  | 3  |
| Peralada              | 10 | 11 | 10 | 8  | 13 | 13 | 8  | 11 | 5  | 8  | 7   | 12  | 8   | 7   | 5  | 7  | 6   | 7   | 5   | 7  | 8  | 8  | 5  | 5  | 4  | 4  | 5  | 4  | 5  | 4  | 4  | 4  | 4  | 4  |
| Badalona              | 3  | 8  | 11 | 13 | 16 | 12 | 14 | 15 | 13 | 12 | 15  | 9   | 13  | 14  | 11 | 13 | 13  | 11  | 9   | 8  | 10 | 9  | 8  | 8  | 8  | 9  | 7  | 7  | 4  | 5  | 7  | 6  | 5  | 5  |
| Tona                  | 1  | 1  | 6  | 5  | 8  | 8  | 5  | 5  | 3  | 3  | 2   | 4   | 4   | 4   | 4  | 3  | 3   | 3   | 4   | 3  | 4  | 4  | 7  | 7  | 6  | 5  | 4  | 5  | 6  | 6  | 5  | 5  | 6  | 6  |
| L'Hospitalet          | 5  | 9  | 9  | 12 | 5  | 5  | 7  | 7  | 11 | 6  | 6   | 10  | 14  | 9   | 6  | 8  | 9*  | 9*  | 10* | 11 | 10 | 10 | 10 | 10 | 10 | 10 | 10 | 10 | 10 | 8  | 8  | 7  | 7  | 7  |
| Grama                 | 12 | 15 | 18 | 18 | 17 | 18 | 18 | 18 | 14 | 16 | 17  | 11  | 6   | 6   | 10 | 6  | 8   | 8   | 8   | 6  | 6  | 6  | 6  | 6  | 7  | 7  | 8  | 6  | 7  | 7  | 6  | 8  | 8  | 8  |
| Manresa               | 6  | 4  | 5  | 2  | 1  | 1  | 1  | 2  | 1  | 2  | 1   | 1   | 1   | 2   | 2  | 4  | 4   | 4   | 3   | 4  | 3  | 3  | 4  | 4  | 5  | 6  | 6  | 8  | 9  | 10 | 9  | 10 | 10 | 9  |
| Europa B              | 16 | 10 | 14 | 9  | 10 | 10 | 11 | 10 | 15 | 14 | 8   | 5   | 7   | 10  | 9  | 9  | 7   | 6   | 7   | 9  | 7  | 7  | 9  | 9  | 9  | 8  | 9  | 9  | 8  | 9  | 10 | 9  | 9  | 10 |
| L'Escala              | 8  | 5  | 3  | 3  | 7  | 6  | 10 | 6  | 9  | 10 | 12  | 17  | 12  | 13  | 13 | 15 | 14  | 15  | 14  | 14 | 12 | 11 | 12 | 12 | 12 | 13 | 13 | 13 | 11 | 12 | 13 | 12 | 13 | 11 |
| Cerdanyola del Vallés | 17 | 17 | 17 | 17 | 15 | 7  | 9  | 13 | 16 | 15 | 16  | 18  | 18  | 15  | 17 | 18 | 18  | 18  | 18  | 18 | 15 | 15 | 16 | 15 | 17 | 15 | 14 | 15 | 14 | 15 | 14 | 13 | 11 | 12 |
| Mollerussa            | 14 | 13 | 16 | 16 | 14 | 17 | 12 | 12 | 6  | 5  | 5   | 6   | 5   | 5   | 7  | 10 | 10  | 13  | 11  | 12 | 13 | 12 | 13 | 13 | 13 | 12 | 11 | 12 | 13 | 11 | 12 | 11 | 12 | 13 |
| Montañesa             | 18 | 18 | 13 | 14 | 12 | 11 | 13 | 8  | 10 | 11 | 9   | 15  | 15  | 16  | 16 | 17 | 17  | 16  | 17  | 17 | 18 | 18 | 17 | 16 | 16 | 17 | 17 | 16 | 15 | 14 | 11 | 14 | 15 | 14 |
| San Cristóbal         | 7  | 7  | 7  | 11 | 6  | 9  | 6  | 9  | 8  | 9  | 11  | 16  | 11  | 12  | 15 | 11 | 12* | 10* | 12* | 10 | 11 | 13 | 11 | 11 | 11 | 11 | 12 | 11 | 12 | 13 | 15 | 15 | 14 | 15 |
| Vilassar de Mar       | 15 | 16 | 12 | 15 | 18 | 16 | 17 | 14 | 17 | 17 | 13  | 7   | 9   | 11  | 12 | 12 | 11  | 12  | 13  | 13 | 14 | 14 | 14 | 14 | 14 | 14 | 15 | 14 | 16 | 17 | 17 | 17 | 16 | 16 |
| Sabadell B            | 13 | 12 | 15 | 10 | 11 | 15 | 16 | 17 | 18 | 18 | 18  | 13  | 17  | 18  | 18 | 16 | 15  | 14  | 15  | 15 | 17 | 17 | 18 | 17 | 15 | 16 | 16 | 17 | 17 | 16 | 16 | 16 | 17 | 17 |
| Prat                  | 2  | 2  | 1  | 1  | 3  | 3  | 4  | 4  | 7* | 7* | 10* | 14* | 16* | 17* | 14 | 14 | 16  | 17  | 16  | 16 | 16 | 16 | 15 | 18 | 18 | 18 | 18 | 18 | 18 | 18 | 18 | 18 | 18 | 18 |

*Posición provisional por uno o más partidos pendientes

## Resultados
| Local \ Visitante           | ATL | BAD | CER | EUR | GIR | GRA | LES | LHO | MAN | MOL | MON | PER | PRA | RED | SAB | SAN | TON | VDM |
| --------------------------- | --- | --- | --- | --- | --- | --- | --- | --- | --- | --- | --- | --- | --- | --- | --- | --- | --- | --- |
| C. E. Atlètic Lleida        | —   | 1–1 | 4–1 | 3–1 | 1–2 | 2–1 | 4–0 | 0–0 | 3–0 | 2–2 | 0–2 | 0–0 | 6–0 | 0–2 | 2–1 | 0–0 | 0–1 | 2–0 |
| C. F. Badalona              | 0–0 | —   | 2–0 | 3–4 | 1–3 | 2–2 | 0–0 | 2–0 | 2–1 | 2–1 | 2–0 | 0–0 | 1–0 | 2–0 | 0–1 | 4–2 | 4–0 | 1–1 |
| Cerdanyola del Vallès F. C. | 1–0 | 1–2 | —   | 2–1 | 1–2 | 0–5 | 1–2 | 2–2 | 1–0 | 0–0 | 3–1 | 1–2 | 1–1 | 2–1 | 3–2 | 0–0 | 0–0 | 0–2 |
| C. E. Europa "B"            | 1–2 | 1–2 | 1–1 | —   | 0–3 | 3–4 | 2–2 | 1–0 | 0–2 | 3–1 | 2–1 | 0–1 | 1–3 | 0–2 | 2–2 | 1–0 | 0–1 | 1–1 |
| Girona F. C. "B"            | 1–2 | 1–1 | 1–2 | 2–1 | —   | 2–2 | 1–1 | 0–0 | 5–4 | 4–2 | 1–3 | 1–1 | 1–1 | 2–0 | 3–4 | 2–2 | 7–2 | 3–0 |
| F. E. Grama                 | 1–1 | 4–1 | 0–0 | 1–2 | 1–3 | —   | 3–1 | 1–4 | 0–1 | 2–2 | 1–1 | 0–1 | 2–1 | 1–2 | 1–0 | 0–0 | 0–0 | 2–1 |
| F. C. L'Escala              | 0–2 | 2–1 | 2–0 | 1–1 | 1–0 | 1–2 | —   | 1–1 | 0–1 | 1–0 | 3–1 | 2–0 | 0–0 | 1–1 | 3–1 | 0–1 | 2–1 | 2–2 |
| C. E. L'Hospitalet          | 2–0 | 3–1 | 1–1 | 2–1 | 0–0 | 2–0 | 2–1 | —   | 2–0 | 1–1 | 1–1 | 0–0 | 1–0 | 1–1 | 2–1 | 4–1 | 3–2 | 0–1 |
| C. E. Manresa               | 0–2 | 1–0 | 2–1 | 0–1 | 2–2 | 1–1 | 0–1 | 2–1 | —   | 2–1 | 1–0 | 2–2 | 0–0 | 1–1 | 1–0 | 1–1 | 1–1 | 0–0 |
| C. F. J. Mollerussa         | 0–4 | 2–3 | 1–3 | 1–3 | 1–1 | 0–2 | 2–1 | 2–1 | 2–0 | —   | 0–0 | 4–3 | 5–0 | 2–3 | 2–1 | 0–1 | 5–1 | 3–0 |
| C. F. Montañesa             | 1–1 | 1–0 | 0–0 | 1–3 | 1–0 | 1–1 | 3–0 | 1–1 | 1–2 | 1–2 | —   | 0–0 | 2–2 | 2–1 | 1–0 | 2–0 | 1–4 | 4–0 |
| C. F. Peralada              | 1–3 | 2–1 | 0–3 | 4–0 | 0–0 | 3–2 | 3–0 | 2–0 | 2–1 | 2–3 | 1–1 | —   | 0–0 | 0–1 | 2–2 | 1–0 | 2–1 | 2–1 |
| A. E. Prat                  | 2–4 | 0–1 | 0–1 | 0–2 | 1–2 | 1–2 | 0–1 | 0–2 | 1–1 | 2–0 | 1–0 | 2–2 | —   | 0–2 | 1–2 | 1–2 | 0–2 | 1–0 |
| Reus F. C. Reddis           | 0–0 | 2–1 | 4–1 | 1–1 | 3–0 | 4–0 | 1–0 | 2–1 | 3–1 | 2–0 | 1–0 | 0–1 | 4–2 | —   | 1–2 | 2–1 | 1–0 | 1–0 |
| C. E. Sabadell F. C. "B"    | 3–1 | 1–4 | 0–2 | 0–1 | 0–1 | 2–2 | 0–0 | 1–1 | 0–0 | 2–2 | 2–0 | 1–1 | 0–0 | 0–3 | —   | 0–2 | 1–2 | 1–2 |
| C. P. San Cristóbal         | 0–2 | 0–2 | 1–0 | 0–1 | 0–1 | 0–3 | 1–0 | 3–0 | 0–1 | 2–0 | 1–1 | 0–0 | 1–0 | 1–3 | 2–3 | —   | 0–4 | 0–0 |
| U. E. Tona                  | 1–2 | 3–1 | 1–0 | 2–2 | 0–0 | 0–2 | 2–1 | 0–0 | 5–0 | 0–3 | 2–2 | 0–0 | 2–3 | 1–0 | 2–1 | 1–0 | —   | 2–0 |
| U. E. Vilassar de Mar       | 2–2 | 0–2 | 1–0 | 2–1 | 1–3 | 2–1 | 1–0 | 0–2 | 0–1 | 1–1 | 0–0 | 0–2 | 2–2 | 1–3 | 3–2 | 0–1 | 0–3 | —   |

## Play Off de Ascenso a Segunda Federación
|  | Semifinales                                             | Semifinales                                             | Semifinales                                             | Semifinales                                             | Semifinales                                             |   |    | Final                                                | Final                                                | Final                                                | Final                                                | Final                                                |  |
|  | 18 de mayo de 2025 (ida) 24-25 de mayo de 2025 (vuelta) | 18 de mayo de 2025 (ida) 24-25 de mayo de 2025 (vuelta) | 18 de mayo de 2025 (ida) 24-25 de mayo de 2025 (vuelta) | 18 de mayo de 2025 (ida) 24-25 de mayo de 2025 (vuelta) | 18 de mayo de 2025 (ida) 24-25 de mayo de 2025 (vuelta) |   |    | 1 de junio de 2025 (ida) 8 de junio de 2025 (vuelta) | 1 de junio de 2025 (ida) 8 de junio de 2025 (vuelta) | 1 de junio de 2025 (ida) 8 de junio de 2025 (vuelta) | 1 de junio de 2025 (ida) 8 de junio de 2025 (vuelta) | 1 de junio de 2025 (ida) 8 de junio de 2025 (vuelta) |  |
|  |                                                         |                                                         |                                                         |                                                         |                                                         |   |    |                                                      |                                                      |                                                      |                                                      |                                                      |  |
|  |                                                         |                                                         |                                                         |                                                         |                                                         |   |    |                                                      |                                                      |                                                      |                                                      |                                                      |  |
|  | 4º                                                      | C. F. Peralada                                          | 0                                                       | 1                                                       | 1                                                       |   |    |                                                      |                                                      |                                                      |                                                      |                                                      |  |
|  | 4º                                                      | C. F. Peralada                                          | 0                                                       | 1                                                       | 1                                                       |   |    |                                                      |                                                      |                                                      |                                                      |                                                      |  |
|  | 3º                                                      | Girona F. C. "B"                                        | 1                                                       | 2                                                       | 3                                                       |   |    |                                                      |                                                      |                                                      |                                                      |                                                      |  |
|  | 3º                                                      | Girona F. C. "B"                                        | 1                                                       | 2                                                       | 3                                                       |   | 3º | Girona F. C. "B"                                     | 3                                                    | 0                                                    | 3                                                    |                                                      |  |
|  |                                                         |                                                         |                                                         |                                                         |                                                         |   | 3º | Girona F. C. "B"                                     | 3                                                    | 0                                                    | 3                                                    |                                                      |  |
|  |                                                         |                                                         | 5º                                                      | C. F. Badalona                                          | 1                                                       | 0 | 1  |                                                      |                                                      |                                                      |                                                      |                                                      |  |
|  | 5º                                                      | C. F. Badalona                                          | 5º                                                      | C. F. Badalona                                          | 1                                                       | 0 | 1  | 2                                                    | 1                                                    | 3                                                    |                                                      |                                                      |  |
|  | 5º                                                      | C. F. Badalona                                          |                                                         |                                                         |                                                         |   |    | 2                                                    | 1                                                    | 3                                                    |                                                      |                                                      |  |
|  | 2º                                                      | C. E. Atlètic Lleida                                    | 2                                                       | 0                                                       | 2                                                       |   |    |                                                      |                                                      |                                                      |                                                      |                                                      |  |
|  | 2º                                                      | C. E. Atlètic Lleida                                    | 2                                                       | 0                                                       | 2                                                       |   |    |                                                      |                                                      |                                                      |                                                      |                                                      |  |
|  |                                                         |                                                         |                                                         |                                                         |                                                         |   |    |                                                      |                                                      |                                                      |                                                      |                                                      |  |

## Clasificado a la Copa del Rey
| Bandera de Cataluña |
| Reus F. C. Reddis   |
| 1.º Puesto          |

Nota: Hay posibilidad de que el subcampeón se clasifique a la Copa del Rey si no es un equipo filial.